# 博桑库尔
博桑库尔（法語：Bossancourt，法語發音：[bɔsɑ̃kuʁ]）是法国奥布省的一个市镇，位于该省东部，属于奥布河畔巴尔区。

## 地理
博桑库尔（48°16'55"N, 4°36'7"E）面积6.92 平方千米，位于法国大東部大區奥布省，该省份为法国中北部省份，北起马恩省，西接塞纳-马恩省，西南至约讷省，东南至科多尔省，东临上马恩省。
与博桑库尔接壤的市镇（或旧市镇、城区）包括：阿尔松瓦勒、多朗库尔、埃克朗斯、热桑、特拉讷。

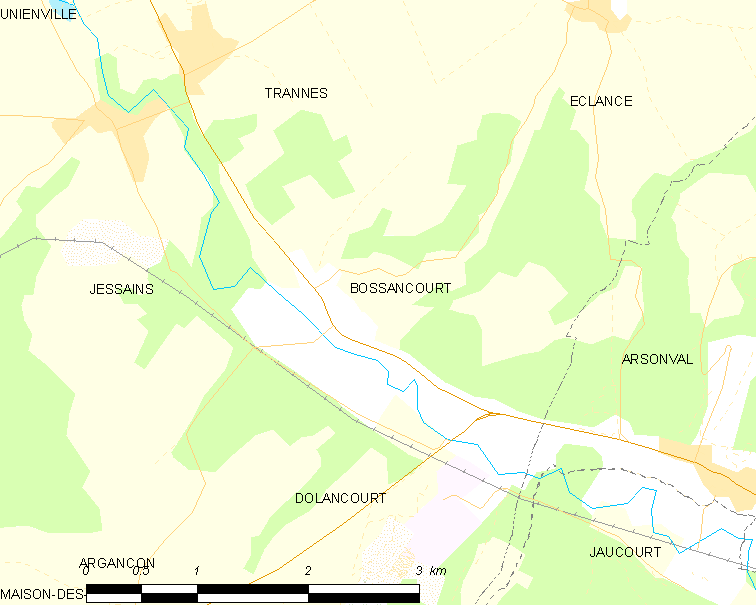
博桑库尔的OSM定位图

博桑库尔的时区为UTC+01:00、UTC+02:00（夏令时）。

## 行政
博桑库尔的邮政编码为10140，INSEE市镇编码为10050。

## 政治
博桑库尔所属的省级选区为巴尔斯河畔旺德夫尔县。

## 人口

1962-2008年间博桑库尔人口变化图示

博桑库尔于2022年1月1日时的人口数量为193人。